# Megacanthaspis phoebia
Megacanthaspis phoebia är en insektsart som först beskrevs av Tang 1977.  Megacanthaspis phoebia ingår i släktet Megacanthaspis och familjen pansarsköldlöss. Inga underarter finns listade i Catalogue of Life.